# Sebastian Polter
Sebastian Polter (* 1. April 1991 in Wilhelmshaven) ist ein deutscher Fußballspieler, der als Stürmer eingesetzt wird. Er steht bei Eintracht Braunschweig unter Vertrag. Darüber hinaus war der Stürmer für deutsche Nachwuchsnationalmannschaften aktiv.

## Karriere

### Vereine
Polter begann als Torwart beim Heidmühler FC, einem Stadtteilverein von Schortens, mit dem Fußballspielen. Dort machte er überregional auf sich aufmerksam und wurde 2002 in die Auswahlmannschaft des Niedersächsischen Fußballverbandes berufen. Mit zwölf Jahren kehrte er in seine Geburtsstadt zurück, wo er von den Talentsuchern des SV Werder Bremen entdeckt und bereits ein Jahr später in dessen Jugend geholt wurde. Obwohl er dort in die Jugendauswahlmannschaft des DFB eingeladen worden war, strebte er keine Zukunft als Torhüter an, sondern wollte sich als Stürmer beweisen. Da ihm dies in Bremen nicht ermöglicht wurde, wechselte er zum SV Wilhelmshaven, bei dem er diese Möglichkeit zu nutzen vermochte. Bereits im ersten Spiel erzielte er alle fünf Tore für seine Mannschaft; insgesamt erzielte er in einem Jahr 69 Treffer. Er wurde erneut in die Niedersachsenauswahl aufgenommen, mit der er 2006 Deutscher Meister wurde, und spielte für die U15-Auswahl des DFB. Ein Jahr spielte er danach für Eintracht Braunschweig, wurde dort U16-Nationalspieler und bekam vom DFB im März 2007 die Auszeichnung als „Talent des Monats“.
2007 kam Polter schließlich zum VfL Wolfsburg. Im ersten Jahr war er eigentlich noch für die B-Jugend vorgesehen, zum Jahreswechsel stieg er aber bereits als jüngster Spieler in die Mannschaft der Altersklasse U19 auf. Mit der Mannschaft erreichte er das Finale um die Deutsche A-Jugend-Meisterschaft, das gegen den SC Freiburg verloren wurde. In den folgenden beiden Jahren gehörte er dann dauerhaft der U19-Mannschaft an und spielte regelmäßig auch in der U23 in der Regionalliga Nord. Zur Saison 2009/10 erhielt Polter einen bis zum 30. Juni 2012 laufenden Profivertrag, ohne aber in der Profimannschaft, die im Jahr zuvor Deutscher Meister geworden war, zum Einsatz zu kommen. Dazu trug auch ein Mittelfußbruch bei, der ihn lange außer Gefecht gesetzt hatte. Auch im Jahr darauf, seinem ersten Seniorenjahr, sammelte er weiterhin in der U23 Spielpraxis. In 25 Spielen erzielte er elf Tore und näherte sich weiter der Profimannschaft an. Seine Vertragslaufzeit wurde vor der Saison 2011/12 bis zum 30. Juni 2014 ausgeweitet.
Am 3. Dezember 2011 stand Polter erstmals im 18er-Kader für ein Bundesligaspiel, kam allerdings nicht zum Einsatz. Sein Bundesliga-Debüt gab er bei der 1:4-Niederlage gegen den SV Werder Bremen am 10. Dezember 2011, als er nach der Halbzeitpause eingewechselt wurde. Insgesamt kam er in seinem Debütjahr als Profi zwölfmal zum Einsatz. Zur Saison 2012/13 wechselte er für ein Jahr auf Leihbasis zum 1. FC Nürnberg, um regelmäßig Spielpraxis in der Bundesliga zu erhalten. In der Sommerpause 2013 ging er zum 1. FSV Mainz 05. Am 30. August 2014 wurde er bis zum Saisonende 2014/15 in die 2. Bundesliga an den 1. FC Union Berlin ausgeliehen. Zur Saison 2015/16 wurde Polter vom englischen Zweitligisten Queens Park Rangers verpflichtet, für den er in 51 Punktspielen zehn Tore erzielte.
Am 10. Januar 2017 schloss Polter sich erneut dem 1. FC Union Berlin an, bei dem er diesmal einen bis zum 30. Juni 2020 datierten Vertrag erhielt. Gleich in seiner ersten Spielzeit war der Stürmer Stammspieler und konnte zwölf Tore sowie vier Assists in 26 Pflichtspielen beitragen; ab März 2018 fiel er aufgrund eines Achilessehnenrisses bis September aus. Nach seiner Rückkehr erzielte Polter am 7. Spieltag beim Sieg gegen Holstein Kiel per Fallrückzieher das Tor zum 2:0-Endstand. Dieser Treffer wurde zum Tor des Monats September 2018 gewählt. Zum Ende der Saison 2018/19 stieg er mit der Mannschaft nach einem Relegationserfolg über den VfB Stuttgart in die Bundesliga auf. In der höchsten deutschen Spielklasse wurde der Angreifer nicht mehr regelmäßig eingesetzt, da Cheftrainer Urs Fischer häufig auf Sebastian Andersson setzte. Bis Ende Mai kam Polter auf dreizehn Bundesligaspiele (je zwei Tore und Vorlagen), bevor er suspendiert wurde. Grund hierfür sei „unsolidarisches Verhalten“ des Spielers angesichts der COVID-19-Pandemie gewesen. Sein zum Sommer 2020 auslaufender Vertrag wurde deshalb vereinsseitig nicht mehr verlängert und Polter durfte lediglich noch am Mannschaftstraining teilnehmen.
Zur Saison 2020/21 unterzeichnete Polter einen Zweijahresvertrag beim niederländischen Erstligisten Fortuna Sittard. Für diesen lief der Deutsche als Stammkraft in 34 von 36 Saisonspielen auf, eine Rotsperre kostete ihn zwei Einsätze. In sieben Partien gaben seine Torbeteiligungen den Ausschlag für Siege oder Remis, im Sturmzentrum hatte Polter keinen wirklichen Konkurrenten, wohingegen der offensive Mittelfeldspieler Zian Flemming aber noch treffsicherer war als er. Mit der Fortuna landete Polter auf einem ungefährdeten Mittelfeldrang, darüber hinaus schoss das Team die siebtmeisten Tore der Liga.
Im Sommer 2021 kehrte der Stürmer zurück nach Deutschland und erhielt einen Zweijahresvertrag beim Bundesligaaufsteiger VfL Bochum. Trotz seines noch ein Jahr laufenden Arbeitspapiers bei den Niederländern kam der Transfer ohne Zahlung einer Ablösesumme zustande. Im ersten Heimspiel des VfL in der Fußball-Bundesliga nach über elf Jahren erzielte er mit der Rückennummer 40 in der 56. Spielminute das Tor zum 2:0-Endstand. Mit Ausnahme des ersten Saisonspiels wurde er in der Saison 2021/22 in jedem Bundesligaspiel eingesetzt und erzielte zehn Tore.
Im Juni 2022 wurde bekannt, dass Polter in der Bundesliga-Saison 2022/23 für den FC Schalke 04 spielen wird. Er unterschrieb dort einen Vertrag, der bis Juni 2025 Gültigkeit besaß. Anfang Februar 2024 wurde er für den Rest der Saison an den SV Darmstadt 98 ausgeliehen. Durch sein Debüt für Darmstadt kam er beim 7. Verein in der Bundesliga zum Einsatz, was Rekord ist (gemeinsam mit Michael Spies). Im August 2024 wurde sein Vertrag in Gelsenkirchen aufgelöst. Am 29. August 2024 wurde er als Neuzugang bei Eintracht Braunschweig gemeldet.

### Nationalmannschaft
Polter wurde für die nationalen Juniorenauswahlen des DFB entdeckt und spielte für die U15- und U16-Nationalmannschaft. Danach dauerte es allerdings bis zur U18-Nationalmannschaft, bis er wieder berufen wurde. Dort erzielte er in sechs Länderspielen drei Tore. Im Februar 2012 gab er in einem Freundschaftsspiel gegen Italien, das mit 3:4 verloren wurde und in dem er zwei Tore erzielte, sein Debüt in der U20-Nationalmannschaft. Im August 2012 debütierte er in der U21-Nationalmannschaft beim 6:1-Erfolg gegen die Auswahlmannschaft Argentiniens. Mit der DFB-Auswahl qualifizierte er sich für die Europameisterschaft 2013.